# Chapelle Notre-Dame-de-Monflières
La chapelle Notre-Dame de Monflières est située dans le hameau de Monflières sur le territoire de la commune de Bellancourt  dans le département de la Somme, non loin d'Abbeville.

## Historique
La chapelle de Monflières fut construite vers 1160 après l’apparition à un berger de l’image de la Sainte Vierge dans un orme. Cette image est reconnue miraculeuse, la chapelle est agrandie à trois reprises au cours des siècles. Chaque 15 août, jour de l'Assomption, un pèlerinage se déroulait à la chapelle. 
En 1778, la reine Marie-Antoinette offrit à la Vierge de Monflières un drap d’or en remerciement de la naissance de sa fille Marie-Thérèse. Selon la tradition orale, la modiste Rose Bertin, native d'Abbeville, connaissant les vertus supposées de la Vierge de Monflières, aurait persuadé la reine de l'invoquer pour qu'elle lui permette d'avoir un enfant.
L’orme où avait eu lieu l'apparition fut abattu en 1965, par mesure de sécurité. Il mesurait 7 mètres de circonférence et 30 mètres de haut.
En 2020, la chapelle est inscrite au titre des Monuments historiques.

## Caractéristiques
La statue de la Vierge est en bois de chêne, elle représente Marie assise portant son fils enfant sur les genoux. Rose Bertin confectionna une robe pour la statue de la Vierge dans le drap d’or donné par Marie-Antoinette. Cette robe est exposée tous les ans à l’occasion des journées du patrimoine.

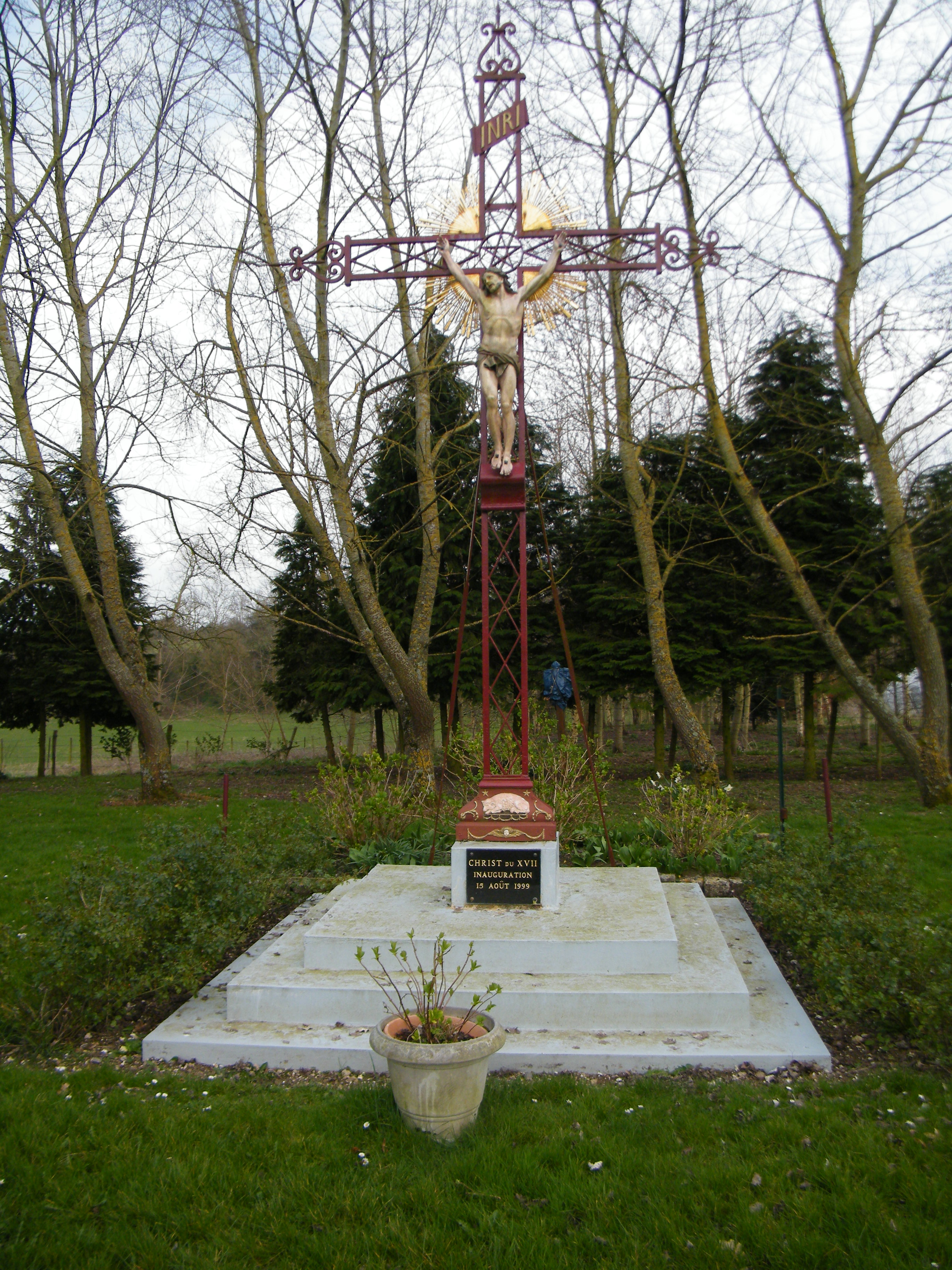
Le calvaire du XVIIe siècle.
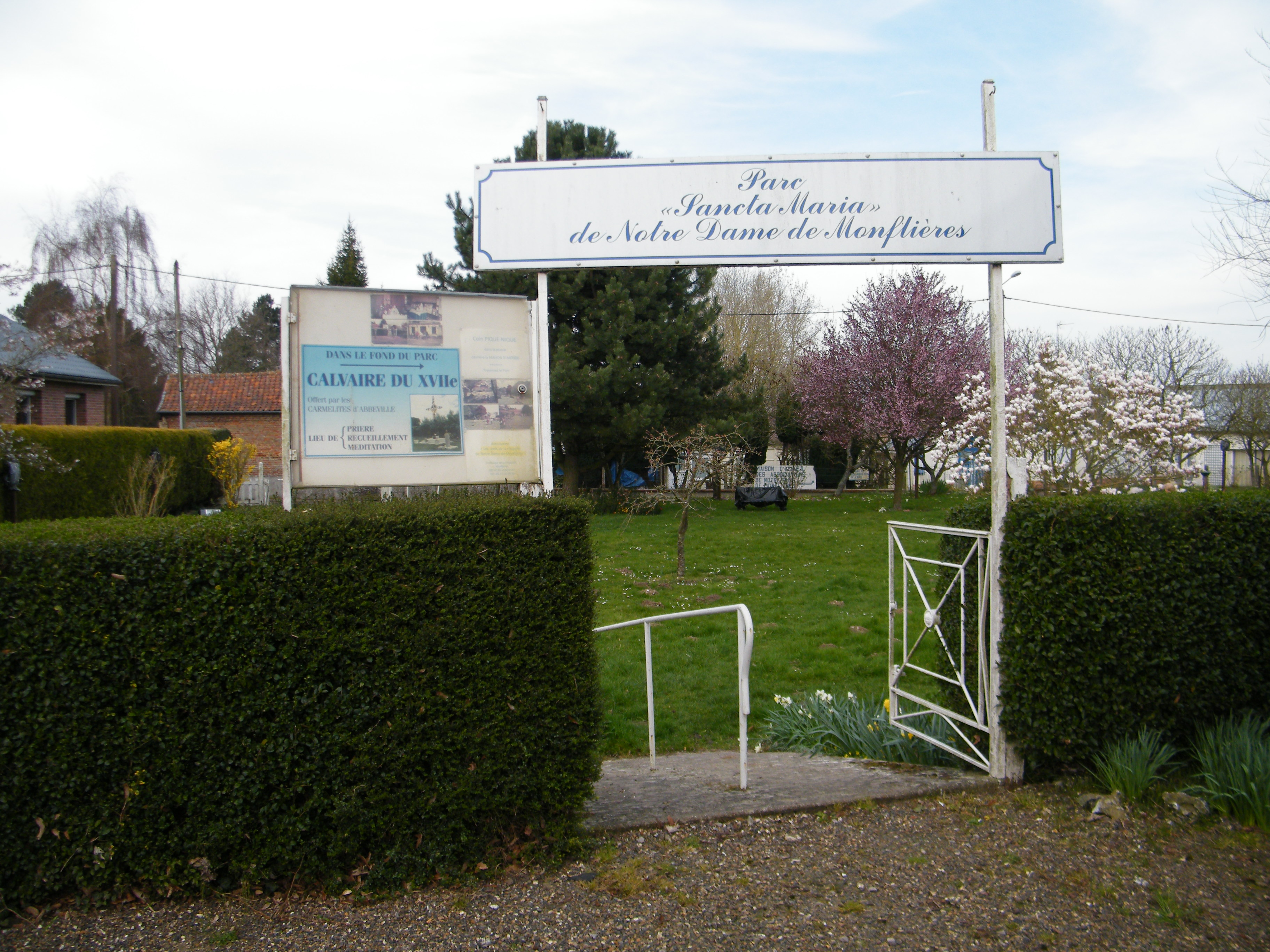
Le parc Sancta-Maria.
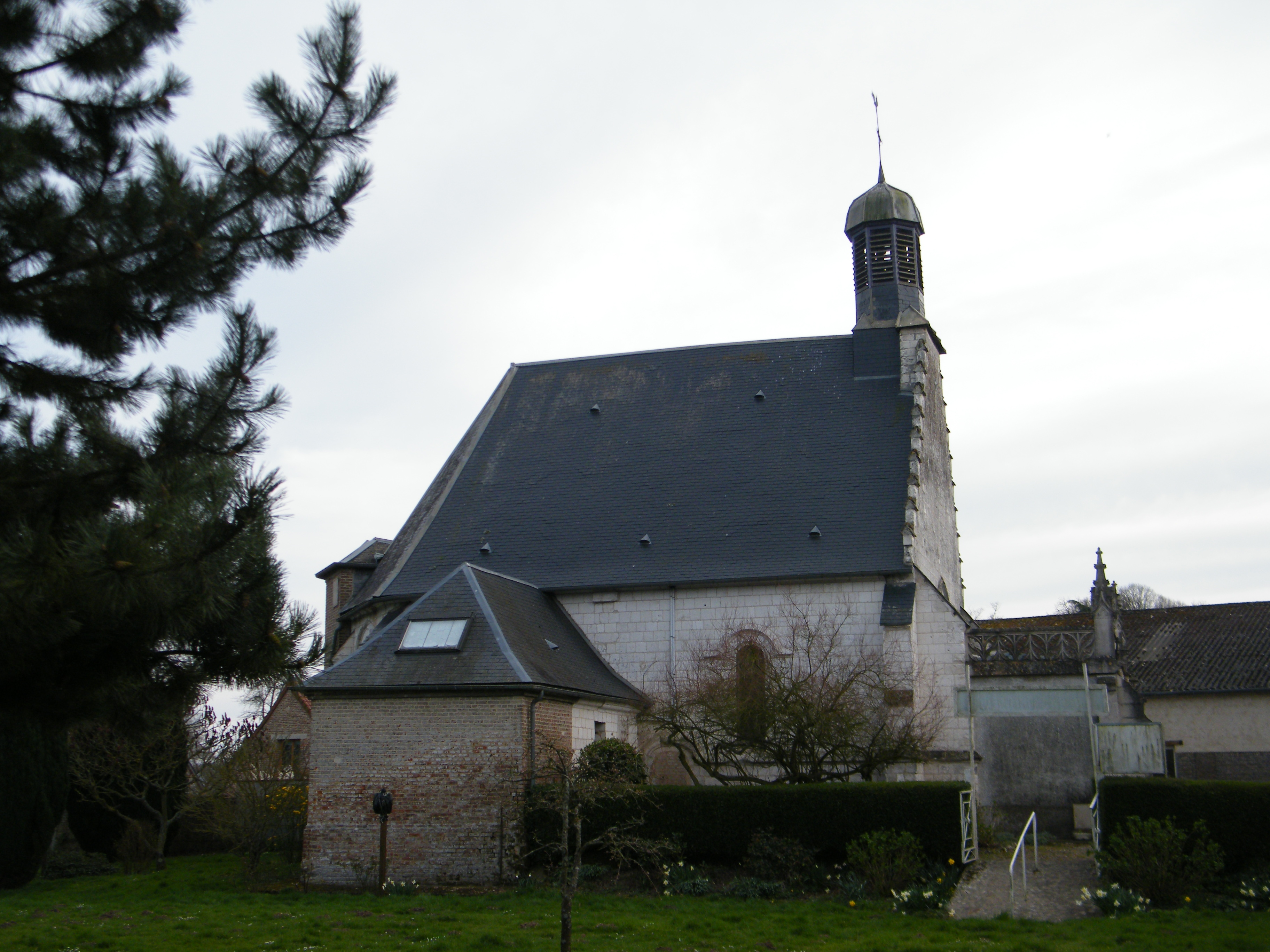
Sous un angle différent.